# شخبوط بن سلطان آل نهيان
شخبوط بن سلطان بن زايد آل نهيان (1905 - 11 فبراير 1989) هو الحاكم الثاني عشر لمشيخة إمارة أبوظبي من الفترة 1928 إلى 1966. لمدة ثمانية وثلاثين عامًا ما بين 1928-1966 وهو أكبر أبناء الشيخ سلطان بن زايد بن خليفة آل نهيان سنًا وله ثلاثة أشقاء، أحدهم الشيخ زايد موحد وحاكم الإمارات العربية المتحدة.
إبّان عهده كانت أبوظبي واحدة من إمارات الساحل المتصالح، ترتبط بمعاهدات مع بريطانيا، ويعتمد اقتصادها على صيد السمك وتجارة اللؤلؤ والزراعة البسيطة المنتشرة في الواحات المتناثرة هنا وهناك.
في العام 1962م، بدأت أبوظبي ثورتها الصناعية، بتصدير أوّل شحنة من البترول الخام، وكان لهذه الثورة أثر كبير وعميق في نفوس السكان الذين بدا عليهم التفاؤل بتحسن أوضاعهم المعيشية أسوةً بأقرانهم في الدول الخليجية.
في تلك الفترة وعند اكتشاف النفط في إمارة أبو ظبي في أواخر خمسينيات القرن العشرين بدأ عصر جديد من التطور في منطقة الخليج العربي قلَبَ المشهد الاقتصادي برمته، وعندما صَدَّرت أبوظبي أول شحنة نفط عام 1962 باتت الأمور جليّة والتحديات واضحة للمرحلة الجديدة من تاريخ أبو ظبي على جميع الصُّعُد: الاقتصادية، والاجتماعية، والثقافية. وكانت السياسية أبرزها، إذ كان البلد في أمسِّ الحاجة إلى رؤية جديدة للحكم لتتصدى لتلك التحديات، وتخطط تخطيطاً ناجحاً لاستغلال أمثل لعوائد النفط، فجاء اختيار عائلة آل نهيان للشيخ زايد خلفا للشيخ شخبوط ليكون حاكماً لإمارة أبوظبي في 6 أغسطس 1966 مواكباً تلك المرحلة الجديدة من تاريخ أبوظبي.

## ولادته ونشأته
ولد الشيخ شخبوط بن سلطان آل نهيان في عام 1903 في أبوظبي وقد كان الابن البكر لأبيه الشيخ سلطان بن زايد آل نهيّان الحاكم التاسع لمشيخة أبوظبي ووالدته هي الشيخة سلامة بنت بطي بن خادم القبيسي.

## انتقاله إلى الشارقة
انتقل الشيخ شخبوط بعد وفاة والده الشيخ سلطان بن زايد آل نهيان مع إخوته زايد وهزاع وخالد ووالدتهم الشيخة سلامة إلى الشارقة وعاشوا بقية طفولتهم مع أهل الشارقة، حتى عودتهم إلى أبو ظبي بعد وفاة الشيخ صقر بن زايد آل نهيان وقد تولّى الشيخ شخبوط مقاليد الحكم في إمارة أبوظبي خلفاً لعهد الشيخ صقر بن زايد آل نهيان.

## حكمه
أعاده عمه الشيخ خليفة بن زايد بن خليفة آل نهيان إلى أبوظبي، بعد وفاة عمه الشيخ صقر بن زايد آل نهيان عام 1928، فتولّى الحكم فيها، وكان عمره لا يتجاوز 24 عاما، فقام بالأمر مدة 38 سنة، إلى أن نحّته الأسرة الحاكمة يوم 6 أغسطس 1966م ليتولّى شقيقُه الأصغر الشيخ زايد بن سلطان آل نهيان حُكم إمارة أبو ظبي.

## التحديات التي مرت بها أبوظبي
كانت الحياة صعبة والموارد شحيحة، وكان يعيشون سكان أبوظبي سنوات قاسية يحاصرهم البحر من كل جانب، لكن يجدون في زرقته بصيص أمل للرزق الحلال، كان الوضع صعباً، خصوصاً مع تراجع صناعة صيد اللؤلؤ، بدءاً من الثلاثينات وما بعدها، وكان بناء قصر الحاكم قد شجّع بعض الأهالي على الاستقرار حوله، وجاءت أوائل الأربعينات والوضع كما هو حتى عام 1950، عندما بدأت عمليات التنقيب عن النفط تأخذ مجالاً واسعاً في مناطق حبشان وباب وغيرهما في المنطقة الغربية، وبدأت الأمور تتحسّن، خصوصاً مع اكتشاف النفط بكميات تجارية، وتصدير أول شحنة في عام 1962».
وكما وصف سكان المدينة في منتصف القرن الماضي «كان أهل أبوظبي جميعاً يعيشون في منطقة قريبة من قصر الحصن (أبوظبي) في بيوت أغلبها من العريش (سعف النخيل)، وقليلها من الجص (الحصى)، وكانت الأخيرة من طابق واحد فقط، وليس كما هي الآن أبراج تناطح السحاب، وكنا نعرف بعضنا بعضاً، والجار يهتم بأمور جاره، ويراه يومياً، وكان الرجال يعملون في الغوص وصيد الأسماك، والنساء كانت تستخدم سعف النخيل في صناعة بعض الأشياء اليدوية المستخدمة في المنزل كأغطية الطعام والمهفات والفرش والسدو، بغرض الاستعمال الشخصي أو التجارة، وهكذا كانت تسير الحياة ببطء شديد».

## عزله من السلطة والانقلاب البريطاني
كان لاكتشاف كميات هائلة من النفط في أواخر العقد الخامس وبداية العقد السادس من القرن الماضي أثر كبير في قلب المعادلة الاقتصادية بالكامل في منطقة الخليج، وبدأ منذ ذلك الوقت عصر التطوّر الحقيقي للمنطقة، وعندما بدأ تصدير النفط لأول مرة من أبوظبي في عام 1962، بدا واضحاً أن هناك حاجة إلى وجود رؤية جديدة للحكم، تتطرّق إلى التحديات الجديدة، وتُحسن استغلال عوائد النفط؛ فقررت بريطانيا عزل شخبوط، استنادًا لنصيحة ويليام لوس، المندوب البريطاني، وتبين ذلك في التقرير المرسل من باتريك غوردون ووكر (وزير الخارجية البريطانية) إلى هارولد ويلسون (رئيس الوزراء). و قد اختارت بريطانيا زايد كحاكم جديد لإمارة أبوظبي، استنادًا لنيصحة ويليام لوس أيضًا. وحدث الانقلاب بتاريخ 6 أغسطس 1966 عندما زار بريطاني آخر، جلينكيرن بالفور بول، قصر شخبوط، ومعه كشافة ساحل عمان. استسلم شخبوط وسُفّر إلى البحرين حيث كان بضيافة عيسى بن سلمان آل خليفة و من ثم سافر إلى بيروت.

## وفاته
توفي الشيخ شخبوط بن سلطان آل نهيان في مدينة العين عن عمر ناهز 85 عاماً وقد شهد العديد من التطورات التي طرأت على إمارة أبوظبي مروراً بعصر ما قبل ظهور النفط وحتى ظهور النفط ونهضة أبوظبي العمرانية واتحادها وتشكيل دولة الإمارات العربية المتحدة وتطورها، وقد توفي الشيخ شخبوط في شهر أغسطس من عام 1989 م بمدينة العين وأدّى صلاة الجنازة عليه الشيخ زايد بن سلطان آل نهيان وحكام الإمارات وثم استقبل المُعزين في قصر المقام في العين وتلقى برقيات التعزية من رؤساء الدول وقد كان الشيخ زايد بن سلطان آل نهيان يثني على أخيه حتى بعد وفاته.

## حياته الخاصة

### نسبه
شخبوط بن سلطان بن زايد بن خليفة بن شخبوط بن ذياب بن عيسى بن نهيان آل نهيان.

### أسرته
له ولدان وأربع بنات هم:
- سعيد
- سلطان
- عوشة
- موزة
- قوت
- روضة